# Таран

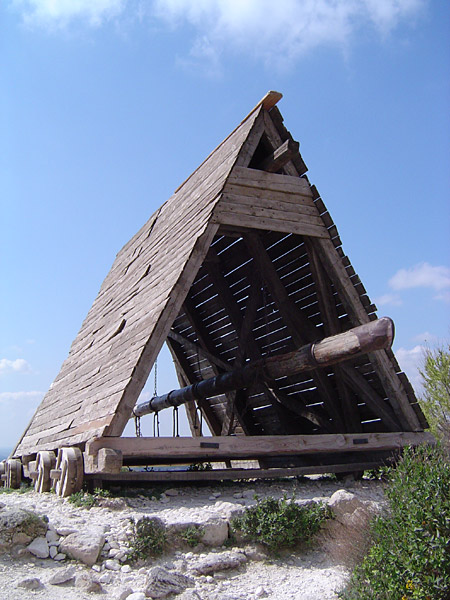
Современная реконструкция тарана.

Тара́н (лат. Arĭes, буквально «баран»), в древности — стенобитное орудие (бревно), снабжённое на конце железным или бронзовым наконечником. 
Тара́н, стенобитное орудие древних, использовавшееся при осаде крепостей-городов, для разрушения стен, башен и других сооружений. На Руси (в России), тара́н м. стар. — лежачий стенобойный копер, баран, окованное с носка бревно на весу, которое раскачивают и бьют им в стену.

## Конструкция и принцип действия

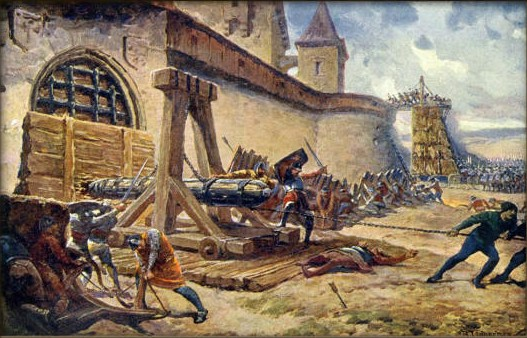
Штурм Праги таборитами. Худ. Адольф Либшер.

Ударное бревно приводилось в действие либо вручную, либо с помощью цепей и канатов, которыми таран подвешивался к раме. В последнем случае использование облегчалось тем, что отсутствовала необходимость удерживать тяжёлое бревно на весу вручную. Количество солдат, необходимое для использования тарана, доходило до 100.
Для более удобного передвижения тарана и надёжной защиты солдат, приводивших его в движение, устраивался навес на колесах, под которым устанавливалось орудие. Нередко подвижной навес состоял из нескольких этажей, на каждом из которых размещался отдельный таран для пролома стены сразу на нескольких уровнях.
Древнегреческий историк I века н. э. Иосиф Флавий даёт описание этой машины как непосредственный свидетель, так как он сам присутствовал при осаде римлянами еврейских городов в Первую Иудейскую войну:
Это — чудовищная балка, похожая на корабельную мачту и снабжённая крепким железным наконечником наподобие бараньей головы, от которой она и получила своё название; посередине она на толстых канатах подвешивается к другой поперечной балке, покоющейся обоими своими концами на крепких столбах. Потянутый многочисленными воинами назад и брошенный соединенными силами вперёд, он своим железным концом потрясает стену. Нет той крепости, нет той стены, которая была бы настолько сильна, чтобы противостоять повторенным ударам «барана», если она и выдерживает первые его толчки… В то время, когда никто таким образом не мог осмелиться взойти на стену, одна часть солдат притащила сюда таран, который для защиты рабочих и машин был покрыт сплошной кровлей, сплетённой из ив и обтянутой сверху кожами. При первом же ударе стена задрожала и внутри города раздался страшный вопль, точно он уже был покорён.

Разрушение стены тараном.

Иосиф Флавий рассказал и о методах противодействия тарану. Сначала осаждённые евреи спускали мешки с мякиной на верёвках, чтобы подставить их под головку тарана и, таким образом, смягчить его удар. Когда же римляне научились перерезать верёвки и возобновили методичное разрушение стены, евреи сделали вылазку и сожгли таран. Один из защитников города сумел даже отбить наконечник тарана точным попаданием тяжёлого камня с высокой стены.

## История тарана

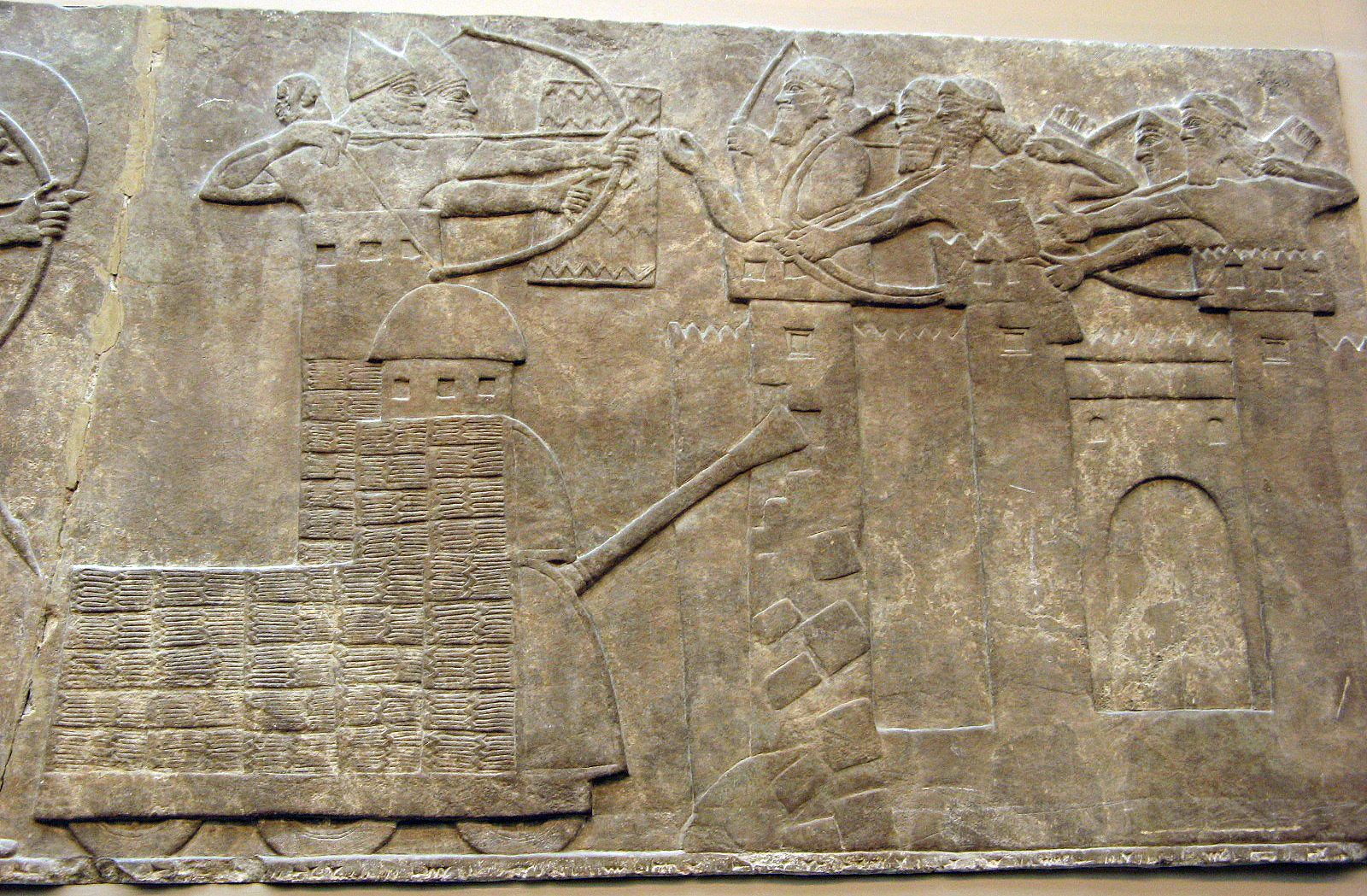
Ассирийский барельеф IX век до н. э. с изображением «черепах» и таранов.

Существуют монументальные изображения, свидетельствующие о том, что таран и навесы (так называемые «черепахи») были известны ещё ассирийцам.
Римский автор I в. до н. э. Витрувий в своём трактате приписывает изобретение тарана карфагенянам во время осады ими испанского города Кадиса. Карфагеняне разбили бревном какое-то строение, что навело Пефасмена, корабельного мастера из Тира, на мысль подвесить бревно. С помощью изобретения карфагеняне разрушили стены Кадиса. Время этого события неизвестно. Кедрас из Халкедона поместил таран в деревянную конструкцию на колёсах (так называемую «черепаху») и закрыл её для защиты шкурами быков. Затем Витрувий переходит сразу к македонскому царю Филиппу II, который в 340 до н. э. применил тараны при осаде греческого города Византий. Ту же историю повторяет Афиней Механик, современник Витрувия.

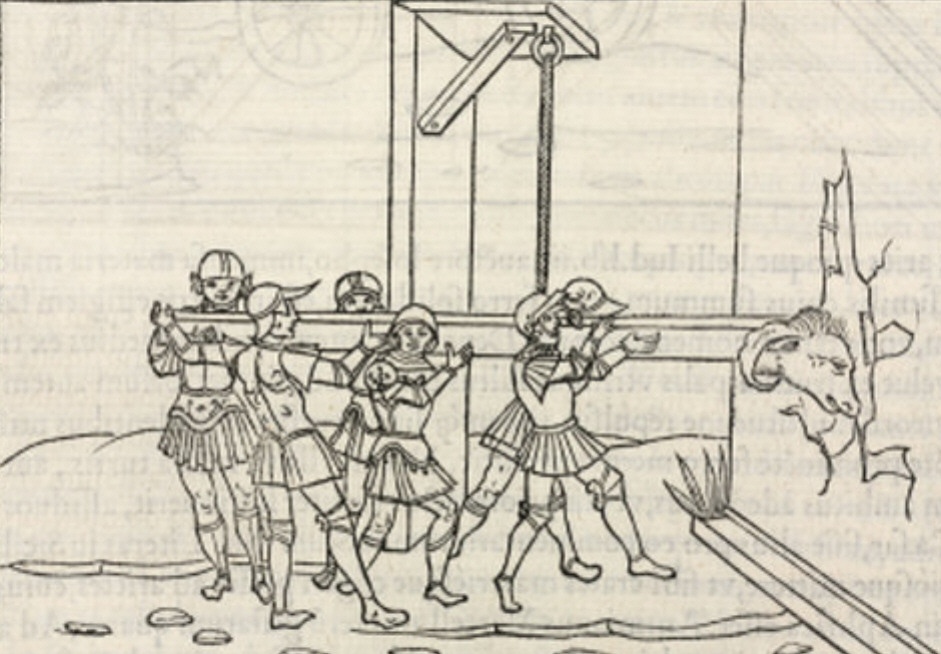
Рисунок небольшого тарана («барана») из средневековой книги.

Плиний Старший в качестве автора первого опыта применения «черепахи» греками упоминает Артемона из Клазомена. Фукидид описывает применение тарана во время осады Платеи, то есть за несколько десятков лет до Филиппа II.
Римляне научились у греков искусству строить тараны и впервые использовали их во время осады Сиракуз, в ходе Второй Пунической войны. Один из двух таранов потребовал для своего передвижения 6000 легионеров.

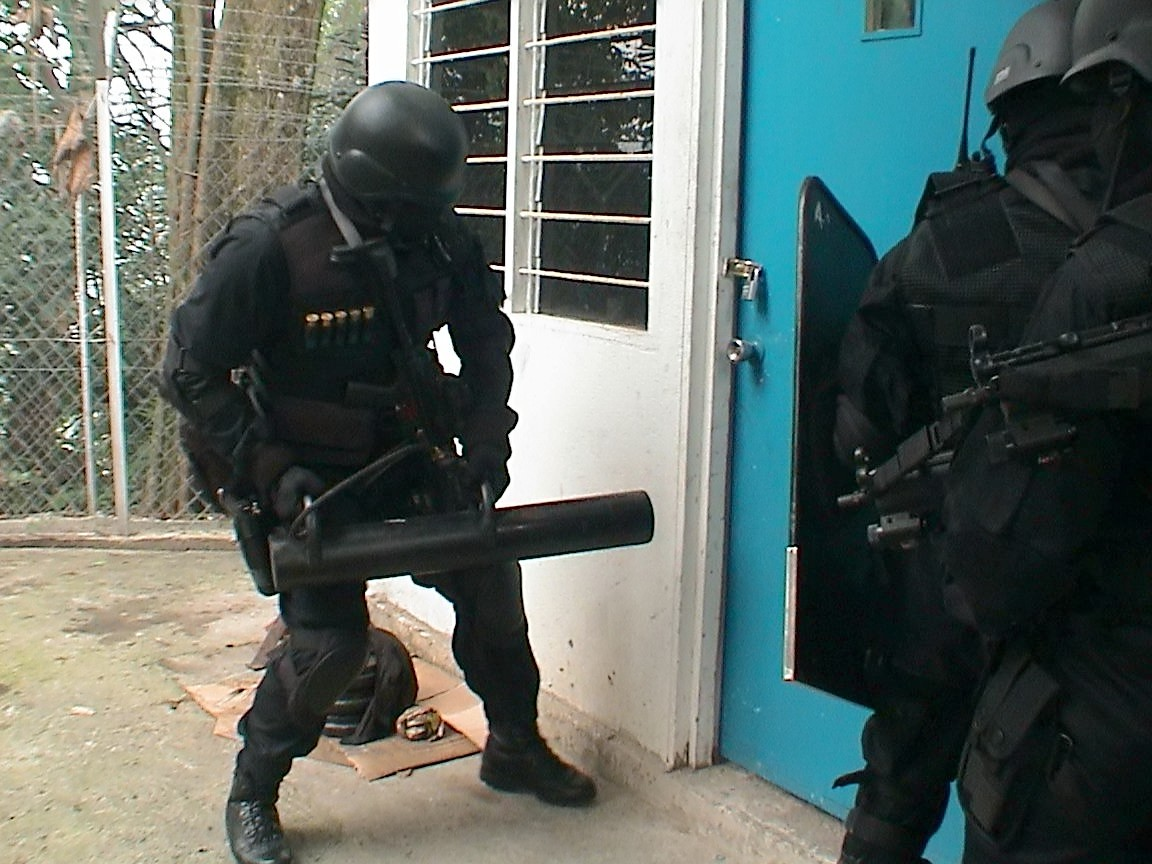
Современное использование тарана.

По мнению Вегеция, автора IV века, таран назван созвучно слову «баран» (лат. aries), поскольку копирует тактику нападения этого животного. Навес называется «черепахой», поскольку с раскачивающимся тараном похож на черепаху, выдвигающую и прячущую голову и шею под панцирем. Известны находки массивных наконечников для таранов, выполненные в виде бараньей головы.

## Таран (морской)
Таран, у военного корабля — выдающаяся вперед подводная часть форштевня военного судна, служащяя для нанесения повреждения противнику, нос корабля специальной формы, предназначенный для пробивания бортов вражеского корабля, а также сам тактический приём пробивания.